# Ted Walker
Edward Joseph „Ted“ Walker, FRSL (* 28. November 1934 in Lancing, Sussex, England; † 19. März 2004 in Valencia, Spanien) war ein britischer Dichter und Drehbuchautor, war einer der bedeutendsten englischen Dichter seiner Generation, mit fünf von der Kritik gefeierten Büchern, die zwischen 1965 und 1977 veröffentlicht wurden. 1966 wurde er für seinen ersten Gedichtband Fox On A Barn Door als einer der beiden ersten Träger mit dem Cholmondeley Award ausgezeichnet. Seine Arbeit umfasste ferner Kurzgeschichten, Radio- und Fernsehdramen, Reiseberichte und zwei autobiografisch geprägte Bände, von denen er The Last Of England 1992 in Fortsetzungsform auf BBC Radio 4 las.

## Leben
Edward „Ted“ Joseph Walker wurde als Sohn eines in Birmingham geborenen Zimmermanns geboren, der Arbeit in der Bauindustrie an der Südküste gefunden hatte. Er begann nach dem Besuch der Steyning Grammar School ein Studium im Fach Moderne Sprachen am St John’s College der University of Cambridge und wurde nach dem Abschluss des Studiums Lehrer in London. Der Erfolg als Dichter kam früh, so dass er nach Hunston in seine heimatliche Grafschaft Sussex ziehen konnte. Als Naturpoet charakterisiert, nutzte er in seinen scharf fokussierten Darstellungen der Natur die Natur, um unsere menschlichen Belange ins rechte Licht zu rücken. Ted Hughes, einer der bedeutendsten englischen Lyriker seiner Generation, hatte auf ihn sowie auf andere Dichter wie Peter Redgrove und David Wevill bereits unverkennbaren Einfluss ausübt. 1966 wurde er für seinen ersten Gedichtband Fox On A Barn Door als einer der beiden ersten Träger mit dem Cholmondeley Award ausgezeichnet.
Mit dem Regisseur Colin Rose folgte 1979 eine mehrjährige Zusammenarbeit für die von der British Broadcasting Corporation (BBC) produzierten Fernsehserien Big Jim And The Figaro Club (1979 bis 1981) und A Family Man (1984). Big Jim, eine Reihe von Comedy-Filmen, die während des Baubooms der Nachkriegszeit spielten, pries die Kameradschaft, die für ihn das Leben der Arbeiterklasse verkörperte, „in den fernen Tagen des Figaro-Clubs, bevor die Welt lax und sauer wurde“ (‚in them far-off days of the Figaro Club before the world turned lax and sour‘). Das Schreiben wurde von einer „Nostalgia furiosa“ getrieben, einer Wut gegen die gierige Täuschung und Unaufrichtigkeit, von der er glaubte, dass sie sein England verschlang, doch seine überschwängliche Lebenslust fegte die Filme von Nörgelei frei. A Family Man war hingegen eher ein Fernsehroman als ein Drama und befasste sich mit mehreren Generationen von Vater-Sohn-Beziehungen und stützte sich tief auf seine eigene Familiengeschichte. Die Sendung brachte Unmengen an Korrespondenz von Zuschauern, die anscheinend eine echte Katharsis durchgemacht hatten und Danke sagen wollten. Er genoss das Nomadenleben einer Filmeinheit vor Ort und war ein Meister bei der Bearbeitung seiner Drehbücher als Reaktion auf die Umstände am Set oder im Schneideraum, aber obwohl er auch eine Reihe von Stücken für Shaun McLaughlin in BBC-Hörspielen schrieb, adaptierte er das 1908 erschienene Kinderbuch Der Wind in den Weiden von Kenneth Grahame für den Animationsfilm The Wind in the Willows (1995) mit Stimmen, zu der auch Alan Bennett gehörte. Für diesen Film war er bei der Primetime-Emmy-Verleihung 1997 in der Kategorie Outstanding Animated Program nominiert.
Neben einer parallelen Karriere als Lehrer und Literaturkritiker arbeitete Ted Walker noch als kreativer Schreiblehrer in Gefängnissen, Hausschreiber an Grundschulen und langjähriger Dozent auf dem britischen Campus eines privaten amerikanischen Colleges. Daneben erschienen Kurzgeschichten in der Zeitschrift The New Yorker. Da er eine junge Familie hatte und von einem Lehrergehalt lebte, empfand er dieses Arrangement als Glücksfall. „Ich könnte mich an einem Abend hinsetzen, wenn die Kinder im Bett waren, und ihnen buchstäblich neue Wintermäntel oder sogar ein gebrauchtes Familienauto schreiben“ (‚I could sit down of an evening when the kids were in bed and literally write them new winter coats or even a second-hand family car‘), sagte er. Diese Geschichten wurden in den beiden Büchern You’ve Never Heard Me Sing (1985) und He Danced With A Chair (2001) veröffentlicht. Ted Walker hat als Schriftsteller sehr wenig erfunden. Er hatte ein untrügliches Ohr für den Dialog und einen durchdringenden Blick für die Dynamik persönlicher Beziehungen, insbesondere innerhalb von Familien. Es überrascht nicht, dass seine wichtigsten Werke seine autobiografischen Bände The High Path (1983) und The Last Of England (1993) sind. Der erste erinnert lebhaft an die Kriegskindheit eines in George MacBeths Ausdruck „zu jung zum Kämpfen und zu alt zum Vergessen“ (‚too young to fight and too old to forget‘). Der zweite ist ein zutiefst bekennender Bericht über die Krankheit seiner ersten Frau und seine Verarbeitung ihres Verlustes. 
In den 1990er Jahren fing Walker, der auch Fellow der Royal Society of Literature (FRSL) war, außerdem wieder an kurze Gedichte von atemberaubender Geläufigkeit und Ökonomie zu schreiben, viele davon niederschmetternd in ihrer Einsicht, die heikelsten und schwierigsten in Bezug auf seine Liebe zu zwei Frauen: Lorna, seine Jugendliebe und Mutter seiner vier Kinder, die tragisch langsam an einem entstellenden Krebs verstarb, und Audrey, Lornas enge Freundin, die, selbst verwitwet, seine zweite Frau wurde. Diese Gedichte, die in dem Band Mangoes On The Moon (1999) gesammelt wurden, repräsentieren einen Mann, der, immer auf seine eigene Würde bedacht, den Mut hatte, sein Herz immer auf der Zunge zu tragen. Sogar sein Ausflug in die Reiseliteratur, In Spain (1989), ist mindestens ebenso sehr eine innere Reise wie eine Erkundung des Landes, das er mehr als jedes andere lieben lernte und wohin er und seine zweite Frau 1997 zogen.
Ted Walker war zwei Mal verheiratet. Aus seiner ersten 1956 geschlossenen Ehe mit der 1987 verstorbenen Lorna Ruth Benfell gingen die vier Kinder Edward, Susan, Margaret und William hervor. 1988 heiratete er in zweiter Ehe Audrey Joan Hicks, mit der er bis zu seinem Tode am 19. März 2004 verheiratet war und die die zwei Stiefkindern Jenny und Debbie in die Ehe brachte.

## Veröffentlichungen
- Those other growths, 1964[2]
- Fox on a barn door. Poems, 1963–4, 1965[3]
- The solitaries. Poems, 1964–5, 1967[4]
- No Royalty A/C the Solitaries, 1967
- The night bathers. Poems 1966–8, 1970
- Gloves to the hangman. Poems, 1969–72, 1973
- Burning the ivy. Poems 1973-77, 1978
- The high path, 1982
- Recent Poetry, 1982
- Modern Poetry, Mitherausgeber John Wain, 1982
- You've never heard me sing. Selected short stories 1968–1983, 1985
- In Spain, 1987
- Hands at a live fire. Selected poems, 1987
- The last of England, 1993
- Grandad’s Seagulls. Poetry Originals, 1994
- We Eat Our Roadkill. Tales from Horton Bay, Michigan, 1997
- Mangoes on the moon. Poems, 1992–1998, 1999
- The Twenty Third Psalm. A Novel, 2000
- He Danced with a Chair. Fictions and Factions, 2001

posthum
- Minting the sun. A new selection of Ted Walker’s poetry, 2010

## Filmografie
Als Drehbuchautor war Walker an folgenden Film- und Fernsehproduktionen beteiligt:
- 1968: Summer 67, Fernsehserie (1 Folge)
- 1973: Full House, Fernsehdokumentation (1 Folge)
- 1977: Sea Tales: The Return, Fernsehminiserie (1 Folge)
- 1979: Turning Year Tales, Fernsehserie (1 Folge)
- 1979–1981: Big Jim and the Figaro Club, Fernsehserie (6 Folgen)
- 1984: A Family Man, Fernsehserie (3 Folgen)
- 1995: The Wind in the Willows, Fernsehfilm
- 1998: Oi! Get Off Our Train, Fernsehfilm